# Pierre-Marie Doutrelant
Pierre-Marie Doutrelant, né le 30 avril 1941 à Hazebrouck et mort le 22 mars 1987 à Coubron,, est un journaliste français et critique gastronomique.

## Biographie
Il est formé à l'École supérieure de journalisme de Lille (38e promotion) avant d’intégrer le Courrier de l'Ouest en 1966.
En 1966, il entre au Monde avec la charge de couvrir les questions d’agriculture. Exprimant nettement plus sa préférence pour les reportages sur le terrain que les colloques ou les conférences de Bruxelles, il s’impose vite au sein du service économique au point d’en devenir le chef-adjoint en 1972. Mais en 1974, il préfère revenir à une fonction de reporter au service des informations générales.
« Tendrement caustique, libre par rapport aux mondanités, aux institutions, aux pouvoirs et aux idéologies », il a, selon Bruno Frappat, « des idées qu'il affectait de considérer comme rustiques » et un « cynisme bienveillant à l'égard de ceux qui prennent leurs querelles théologiques pour l'art de la conversation ».
Mais mal à l’aise dans un quotidien où il ne se sent pas reconnu à sa juste valeur, il accepte la proposition de Christiane Duparc de rejoindre le service “Notre Époque” du Nouvel Observateur. En janvier 1977, il y prend donc en charge, les questions d’agriculture et d’environnement mais aussi tout ce qui a trait aux régions, tant sur le plan touristique que politique et social.
Fervent soutien de l’agriculture biologique, il dénonce les méfaits de l’élevage intensif comme l’utilisation d’hormones (Les dopés du charolais, 27 septembre 1980) et de farines animales (Des veaux gavés de poissons, 21 mars 1978). Traitant aussi les questions d’environnement et de catastrophes écologiques, il s’en prend à la pollution marine (L’Agonie de la Grande bleue, 22 juillet 1978). Mais sa couverture des régions l’amène à traiter de problèmes politiques plus directs tels que les mouvements régionalistes de métropole et d’outre-mer (“Le cow-boy, le canaque et le gendarme”, 19 janvier 1981), interviewant à ce sujet le secrétaire d'État aux DOM-TOM.
Il en vient même, lors des élections législatives ou municipales, à publier des articles politiques sur la situation électorale locale. Mais, plus que cette dimension purement politique, c'est l’actualité sociale en province qui attire son intérêt. Il y traite ainsi des conditions de travail (“Cayenne à Perpignan, 31 janvier 1977), des mouvements sociaux et de la montée du chômage. Il lui arrive aussi de quitter l’actualité hexagonale dans le cadre de sujets touristiques, voire parfois de politique étrangère. Ainsi, jusqu’en 1979, il lui arrive de traiter du Maghreb et de l’Afrique subsaharienne, en particulier autour de la question du Sahara occidental pour laquelle il interview Jean Charbonnel.
Il n’en reste pas moins, qu’avec l’actualité sportive et automobile, il s’attache surtout à faire partager sa passion pour le vin et la bonne chère dans de nombreux articles dont il tire des livres sans concession pour les modes et les truqueurs : Les Bons Vins et les Autres (Le Seuil, 1976) et, dix ans plus tard, La Bonne Cuisine et les Autres (Le Seuil, 1986). Il a alors, depuis novembre 1985, rejoint l'Express pour y diriger la rubrique « portraits ». 